# Johann Daniel Haas (Unternehmer, 1780)
Johann Daniel Haas (III.) (* 15. Oktober 1780 in Dillenburg; † 24. Februar 1849 ebenda) war ein deutscher Tabakfabrikant und Abgeordneter.

## Leben
Johann Daniel Haas war Tabak und Zigarettenfabrikant in Dillenburg und Seniorchef des Unternehmens Johann Daniel Haas. Das Unternehmen war eines der bedeutendsten Tabakunternehmen im Herzogtum Nassau. Es war von Haas Vater Johann Daniel II Haas (1731–1798) gegründet worden, wurde dann seit 1798 als Teilhaber von Johann Daniel Haas fortgeführt und später zur Wein- und Kolonialwarenhandlung erweitert. Zur Unterscheidung von seinem gleichnamigen Großvater und Vater wird seinem Namen oft „III.“ beigefügt. Die Mutter war Sarah geborene Ernst (* um 1748; † 26. Oktober 1806 in Dillenburg).
Am 10. August 1809 heiratete Haas, der evangelischer Konfession war, in Heidelberg Elisabeth Louise geborene Penner (* 1791; † 1860), die Tochter des Kaufmanns Johann Jakob Penner und der Louise Katharina Wilhelmine Ernst. Aus der Ehe gingen drei Töchter hervor:
- Emilie Emma, diese heiratete Jacob Landfried, den Erbauer der Villa Hindenburgstraße 14. Über diesen erhielt Georg Landfried Anteile am Unternehmen.
- Adeline Johanna Henriette Helene (1816–1892), diese heiratete den Obermedizinalrat Otto Thilenius (1800–1867) und wurde Mutter von Otto Thilenius
- Auguste (1814–1885), diese heiratete 1836 Wilhelm von Heemskerck

## Politik
1846–1848 war er Mitglied der Deputiertenkammer der Landstände des Herzogtums Nassau, gewählt aus der Gruppe der Grundbesitzer, Wahlkreis Dillenburg. Bei der Landtagssession 1847 war er nicht anwesend. 1848 war er Mitglied des Frankfurter Vorparlaments.